# Fiaschello
Il Fiaschello Battipagliese è una varietà locale di pomodoro largamente coltivato nella Piana del Sele dal 1900 fino al 1970 ed in particolare nella zona di Battipaglia.

## Descrizione
Dall'intuizione di due amici: Sergio De Vita e Mariella Liguori nel 2013 recuperano del seme grazie ad un piccolo agricoltore che nel tempo ha continuato a coltivare e decidono di attivarsi per la sua reintroduzione.

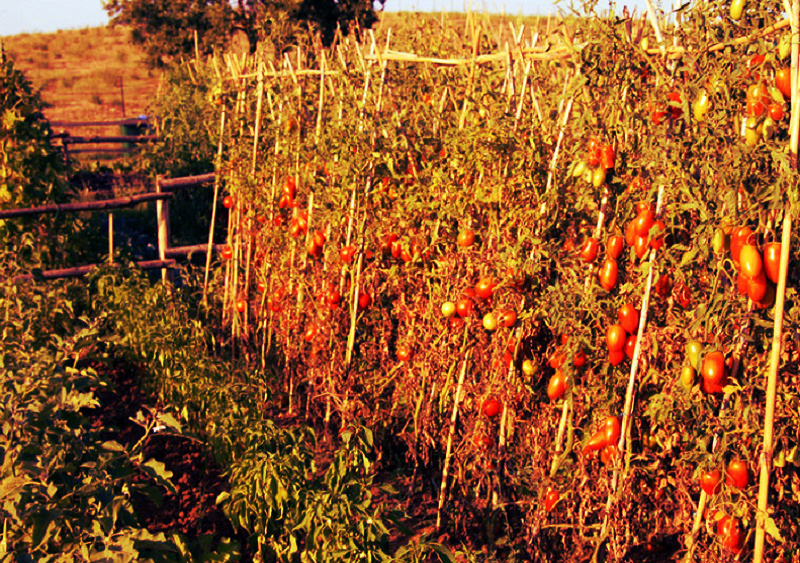
Varietà di Fiaschello

Il seme è stato consegnato al centro per la sperimentazione e certificazione delle sementi (CRA-SCS - Ente nazionale sementi elette) di Battipaglia che ha provveduto alla conservazione e caratterizzazione delle risorse genetiche agrarie a rischio estinzione per la salvaguardia della biodiversità agricola vegetale della Regione Campania.
Il CRA-SCS - Ente nazionale sementi elette ha inoltre provveduto alla moltiplicazione del seme per evitare la perdita del germoplasma nonché ad una prima valutazione morfologica della varietà ai fini della sua descrizione varietale.
Il processo di ricerca e sperimentazione è continuato a partire dal 2014 dall'associazione Arkos che grazie alle interviste sul territorio rurale a circa 100 piccoli agricoltori è riuscita a recuperare 10 diversi campioni di semi riconducibili a questa vecchia varietà. Il percorso di ricerca ha visto la semina e la coltivazione in diverse aziende agricole della zona. In particolare i semi sono stati coltivati in serra biologica 100%, serra tradizionale e in campo aperto biologico.
I dieci campioni coltivati sono stati resi pubblici durante un evento OPEN DAY organizzato dall'associazione ARKOS dove si sono ritrovati appassionati ed esperti agronomi che hanno di fatto riconosciuto questa vecchia varietà.

## Scheda caratterizzazione della varietà pomodoro Fiaschello Battipagliese
- Paese di provenienza: Italia
- Forma foglia: divisione del lembo bipennato
- Sviluppo: determinato alto
- Ciclo produttivo: medio-precoce

Frutto
- Forma: allungato ovoidale, biloculare
- Infiorescenza: tipo multipara
- Peduncolo: asse di abscissione presente
- Taglia: medio piccola
- Forma: in sezione longitudinale da cilindrica a piriforme
- costolatura attacco peduncolare lieve
- numero di logge: due e tre
- colletto verde (ante maturazione): presente
- colore a maturazione: rosso
- Peso medio: gr.75
- Zone di diffusione: Campania - Piana del Sele
- Resistenza a malattie: (senza alcun trattamento specifico) nessuna